# Eugène Petitville
Eugène Petitville, né le 27 juin 1815 à Strasbourg et mort le 25 novembre 1868 dans la même ville, est un peintre et dessinateur français.

## Œuvres
- Le Pont du Corbeau et la Grande Boucherie, huile sur toile, 1841, musée historique de Strasbourg
- Hohkœnigsbourg, vue intérieure du château, 1847
- Maison Barberin (Strasbourg), 1850
- Le Pont du Rhin en construction, lavis et crayon, 1861

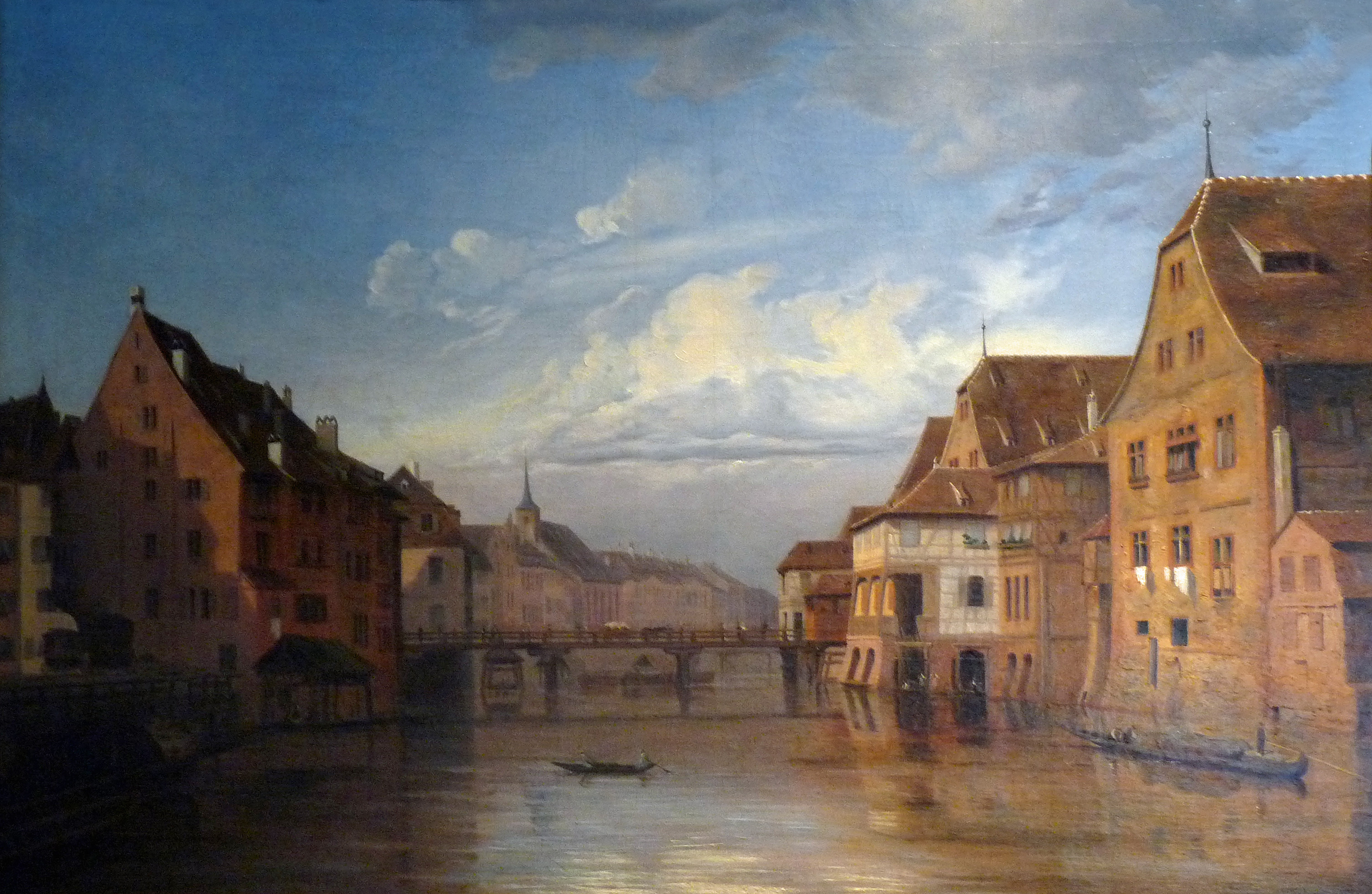
Le Pont du Corbeau et la Grande Boucherie (1841)
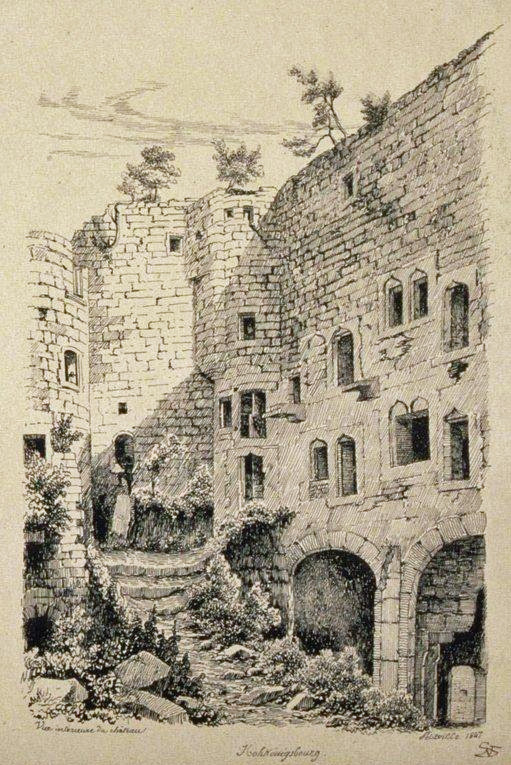
Hohkœnigsbourg. Vue intérieure du château (1847)
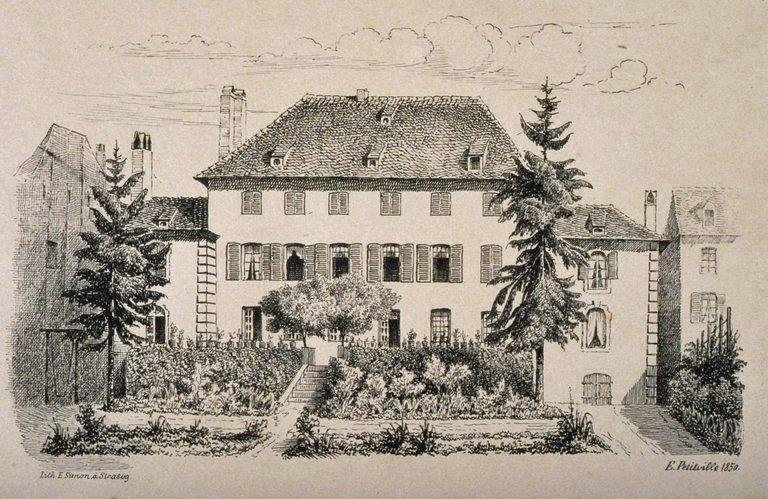
Maison Barberin (Strasbourg) (1850)